# Campoplex gallicator
Campoplex gallicator là một loài tò vò trong họ Ichneumonidae.